# Ordem do Mérito da República Italiana
Ordem do Mérito da República Italiana (em italiano: Ordine al merito della Repubblica Italiana) é a ordem mais alta concedida na Itália. Foi criada em 3 de março de 1951, pelo presidente da república Luigi Einaudi, tendo por objetivo recompensar os serviços prestados à nação italiana no domínio da literatura, belas-artes, economia, serviço público, atividades de caráter social, filantropia ou humanitários, e serviços prestados ao longo de uma carreira militar ou civil.
O Presidente da República Italiana é o grão-mestre da ordem que é composta por um conselheiro e dezesseis membros. A sua sede fica em Roma. As sua cores são o verde e o vermelho.
Esta ordem resulta da fusão de três outras ordens: Ordem da Anunciação, Ordem da Coroa da Itália e Ordem dos Santos Maurício e Lázaro.
Estas três ordens continuaram, porém, a ser atribuídas a título privativo pelos pretendentes ao trono da Itália.[carece de fontes?]

## Classes
A ordem é composta por seis classes:
- Cavaleiro de Grã-Cruz com Grande-Cordão
- Cavaleiro de Grã-Cruz
- Grande-Oficial
- Comendador
- Oficial
- Cavaleiro, também conhecido como Cavaleiro da República

A ninguém pode ser dado, pela primeira vez, uma condecoração de um grau mais elevado do que o de rei.
As exceções são algumas situações especiais, como são fornecidos pela lei. Para merecer relevo, os motivos relatados de cortesia, o Presidente da República pode conceder honras de fora da proposta e do parecer exigido por lei. Nestes casos, o decreto de concessão é assinado pelo Presidente do Conselho de Ministros.
- As concessões dos prêmios ocorrem em 2 de junho, o aniversário da fundação da República Italiana, e 27 de dezembro, o aniversário da promulgação da Constituição da República Italiana. Somente através de concessões por sua própria iniciativa presidencial aquelas relacionadas à cessação de funções de funcionários públicos e os que são concedidos aos estrangeiros, pode ocorrer a qualquer momento.

- Sem prejuízo do disposto da lei penal, as perdas incorridas no concedido a honra que o torna indigno. A retirada deve ser pronunciado por decreto do Presidente da República, sob proposta fundamentada do Presidente do Conselho de Ministros, após consulta ao Conselho da Ordem.

- É proibida a atribuição de medalhas, condecorações e títulos de cavaleiro, em qualquer forma e denominação, por organizações, associações e indivíduos. Normalmente a honra não pode ser conferida a cidadãos italianos que não tenham concluído os seus 35 º ano de idade, salvo por razões especiais que justifiquem a concessão.

- Entre as outras honrarias e um grau superior devem, como regra, gastar, pelo menos, três anos de estatuto sanitário inferior.

As honras não podem ser atribuídas a deputados e senadores durante seu mandato parlamentar.

### Cavaleiro-grã-cruz decorada com grande-cordão
Excepcionalmente dado ao cavaleiros-grã-cruz para premiar mérito elevado de pessoas eminentes, tanto a italianos como estrangeiros. É geralmente reservada para chefes de Estado. É a mais alta honraria fornecida pela República Italiana.
Ele tem a mesma constituição do título de cavaleiro-grã-cruz explicado abaixo, exceto como segue:
A placa da insígnia de grande cordão é de ouro, nos casos previstos, a decoração da Ordem está pendurado por um colar de ouro feita de elementos da malha mixtilinear.

### Cavaleiro-grã-cruz
A decoração da primeira classe (cavaleiro-grã-cruz) para homens consiste em:
- uma cruz de licença Ritonda esmalte branco, fios de ouro, medindo 52 mm, cruzando dois ramos de oliveira e frutas de carvalho de ouro do mesmo, colocado em um círculo. A cruz é carregado no centro de um escudo circular de ouro, com borda azul, com, em frente, o " emblema da República Italiana e do ouro, a borda interna, as letras escritas em letras maiúsculas roman lapidar mérito da república , no verso, a efígie de torres Itália cantilevered de ouro e, dentro da fronteira, as letras escritas em lapidar capitéis romanos de ouro, na parte superior semiarea unitate patriae, menor libertate civium;
- uma placa de 85 mm de diâmetro para formar uma prata radialmente convexo, formado por oito grupos de luz esculpida ponta de cada diamante com uma cruz sobreposta no centro igual ao já descrito. A placa se move para o lado esquerdo do peito;
- uma faixa de seda a partir do ombro direito de quadril esquerdo. A banda de 101 mm de altura é verde com bandeira vermelha com uma lista de 9 mm de cada lado.

Características idênticas estão a decoração da primeira classe para as senhoras, a única diferença é que a banda é de 82 mm de altura.

### Grande-oficial
A decoração da segunda classe, grande-oficial, para os homens consiste em:
- uma cruz com as mesmas características da decoração da primeira classe. Ir para o pescoço;
- uma fita da cor da ordem de 50 mm de altura, com as duas listas lado vermelho 4 mm cada, definidos como na decoração de primeira classe;
- uma placa com um diâmetro de 80 mm, na forma de um radialmente convexo, que consiste em quatro grupos de raios de prata incrustada com diamantes e carregado no centro da cruz da Ordem descrito acima.

A decoração da segunda classe para as senhoras é idêntico ao descrito para os homens: a cruz, no entanto, é preso sob o ombro esquerdo pendurado por uma fita da Ordem de cor da fita.

### Comendador
A decoração da terceira classe (comendador) para homens e para mulheres é composto por:
- uma cruz pendurada no cinto para ser usado ao redor do pescoço, a mesma que a da segunda classe;
- fita com as cores da ordem para ser usado no pescoço, o mesmo que o de segunda classe.

Deve ser fixado sob o ombro esquerdo pendurado por uma fita da Ordem de cor da fita.

### Oficial
A decoração da quarta classe (oficial) para os homens consiste em:
- uma cruz o mesmo que a terceira classe, mas com o braço de ouro e na medida de 40 mm. Deve ser usado preso ao lado esquerdo do peito;
- uma fita com as cores da ordem de 37 mm de altura, com o lado duas listas de 3 mm cada em vermelho, colocado como os da primeira classe.

A decoração da quarta classe para as senhoras é idêntico ao descrito para os homens: a cruz, no entanto, é preso sob o ombro esquerdo, pendurado em uma fita da Ordem de cor da fita.

### Cavaleiro
A decoração da quinta classe (cavaleiro ou cavaleiro da República) para homens consiste em:
- uma cruz a mesma que a quarta classe, mas com os braços de prata. Deve ser usado preso ao lado esquerdo do peito
- fita igual ao da quarta classe.

A decoração da quinta classe para senhoras é idêntico ao descrito para os homens: a cruz, no entanto, é preso sob o ombro esquerdo pendurado por uma fita da Ordem de cor da fita.
| Fita (1951-2001) | Fita (desde 2001) | Classe                               | Em italiano                                                                                 | Condecorações |
| ---------------- | ----------------- | ------------------------------------ | ------------------------------------------------------------------------------------------- | ------------- |
|                  |                   | Cavaleiro-grã-cruz com grande-cordão | Cavaliere di Gran Croce Decorato di Gran Cordone Ordine al Merito della Repubblica Italiana |               |
|                  |                   | 1.ª Classe / Cavaleiro-grã-cruz      | Cavaliere di Gran Croce Ordine al Merito della Repubblica Italiana                          | 8,362         |
|                  |                   | 2.ª Classe / Grande-oficial          | Grande Ufficiale Ordine al Merito della Repubblica Italiana                                 | 4,975         |
|                  |                   | 3.ª Classe / Comendador              | Commendatore Ordine al Merito della Repubblica Italiana                                     | 13,973        |
|                  |                   | 4.ª Classe / Oficial                 | Ufficiale Ordine al Merito della Repubblica Italiana                                        | 21,478        |
|                  |                   | 5.ª Classe / Cavaleiro               | Cavaliere Ordine al Merito della Repubblica Italiana                                        | 85,863        |

|             |         |            |                |                       |                                 |
| 1951 – 2001 |         |            |                |                       |                                 |
| Cavaleiro   | Oficial | Comendador | Grande oficial | Cavaleiro da grã-cruz | Cavaleiro da grã-cruz com colar |

|            |         |            |                |                       |                                 |
| 2001 – ... |         |            |                |                       |                                 |
| Cavaleiro  | Oficial | Comendador | Grande Oficial | Cavaleiro da Grã-Cruz | Cavaleiro da Grã-Cruz com colar |